# Brachycorythis disoides
Brachycorythis disoides är en orkidéart som först beskrevs av Henry Nicholas Ridley, och fick sitt nu gällande namn av Friedrich Fritz Wilhelm Ludwig Kraenzlin. Brachycorythis disoides ingår i släktet Brachycorythis och familjen orkidéer. Inga underarter finns listade i Catalogue of Life.